# 사리현 나들목
사리현 나들목(Sarihyeon IC)은 경기도 고양시 일산동구 사리현동에 설치된 평택파주고속도로의 4번 나들목이다. 2020년 11월 7일에 개통되었다.

## 연혁
- 2015년 8월 7일 : 서울문산고속도로 신설을 위해 고양시 도시계획시설 교통광장에 일산동구 사리현동 일원을 사리현 나들목으로 고시[1]
- 2017년 5월 12일 : 2020년 11월 6일까지 서울문산고속도로 신설을 위해 고양시 도시계획시설 교통광장 면적 변경[2]
- 2020년 11월 7일 : 평택파주고속도로 서울 ~ 파주 구간 개통과 함께 통행 개시[3]

## 구조물 정보
- 위치: 경기도 고양시 일산동구 사리현동
- 영업소: 경기도 고양시 일산동구 수원문산고속도로 60-1

## 접속하는 도로
- 사리현로